# Кучма Віктор Володимирович
Віктор Володимирович Кучма (нар. 7 грудня 1946, Дніпродзержинськ, Дніпропетровська область, УРСР — пом. 11 квітня 1995, Дніпродзержинськ, Дніпропетровська область, Україна) — радянський український футболіст та тренер, виступав на позиції півзахисника.

## Кар'єра гравця
Футбольну кар'єру розпочав 1962 року в краматорському «Авангарді». Потім виступав у клубах «Металург» (Дніпродзержинськ), Авангард (Вільногірськ) та «Верховина» (Ужгород). Кар'єру футболіста завершив 1977 року в дніпродзержинському «Металурзі».

## Кар'єра тренера
Кар'єру тренера розпочав по завершенні кар'єри гравця. У 1978 році допомагав тренувати «Металург» (Дніпродзержинськ). З 1986 по 1989 року працював у ДЮСШ дніпродзержинського «Металурга». У березні 1988 року призначений головним тренером «Металурга», яким керував до серпня 1988 року.